# 나인스 게이트: 아홉 번째 살인
《나인스 게이트: 아홉 번째 살인》(영어: The Ninth)는 2019년 11월에 개봉한 러시아의 모험, 범죄, 미스터리 영화이다.
 니콜라이 콤메리키가 감독을 마리나 디아첸코, 세르히 디아첸코, 마이클 쿠피스크, 알렉산드르 로디오노프가 각본을 맡았다.
 러시아는 2019년 11월 7일에 일본은 2020년 7월 31일에 대한민국은 2020년 11월 4일에 개봉되었다.

## 줄거리
올리비아는 죽은 딸을 살리겠다는 남편 제임스에게 이끌려

저주받은 도시로 가게 되고 그 곳에서 발견한 책의 내용에

적힌대로 올리비아를 재물로 딸을 살리려는 제임스

그러나 신전이 무너지기 시작하면서 남편 제임스는

다치게 되고 올리비아는 책을 가지고 신전을 벗어나는데

이후 심령술사가 된 올리비아는 신전에서 가져온 책을

도둑맞게 되고 그 주변에서는 연쇄살인이 일어나게 되고

연쇄살인 사건의 수사를 담당한 세르게이 로스토브 총경은

연쇄살인 시체에서 나온 오각성이 올리비아의 심령술 포스터에

있음을 확인하게 되는데...

## 출연진

### 주연
- 데이지 헤드 - 올리비아 리드 역
- 유리 콜로콜니코브 - 바실리 골리틴 역
- 예브게니 타추크 - 파블로샤 코이닉 역
- 예브게니 치가노프 - 세르게이 로스토브 역

### 조연
- 드미트리 리젠코브 - 표도르 가닌 역
- 이고르 체르녜비츠